# L'Atlantide (1921)
L´Atlantide (A Atlântida (título em Portugal) ) é um filme de fantasia e aventura da França de 1921, realizado por Jacques Feyder.

## Elenco
- Georges Melchior
- Jean Angelo
- Stacia Napierkowska
- André Roanne